# Ca l'Apotecari (Vilanova de Bellpuig)
Ca l'Apotecari és un monument del municipi de Vilanova de Bellpuig (Pla d'Urgell) inclòs en l'Inventari del Patrimoni Arquitectònic de Catalunya.

## Descripció
Al carrer Dr. Gassol de Vilanova de Bellpuig es conserva una casa senyorial desfigurada per addicions posteriors, i amb els seus interiors alterats per l'adequació dels ambients propis com a Caixa d'Estalvis. L'edifici integra en realitat dos cossos d'edificació diferents, tal com s'evidencia en la composició i el nivell desigual de la façana. Així, mentre el cos dret duu en una finestra la data de 1792, l'edificació contigua, que emfatitza més el caràcter senyorial, presenta trets que defineixen una cronologia anterior.
El parament del conjunt és de grans carreus ben escairats i les obertures són allindanades, amb una distribució diferent a cada un dels cossos. El de mà esquerra, que sembla ésser el nucli originari del casal, consta de planta i dos pisos. Al nivell de l'ingrés s'integra una porxada que es desenvolupa en els baixos de les cases contigües. Les obertures es distribueixen de forma simètrica, dues a cada pis, tenen un emmarcament motllurat i són coronades per un trencaaigües, que en les del primer pis integra un arc conopial.
En resum, es tracta d'un conjunt heterogeni que aplega elements ben propis d'edificis civils d'època moderna (XVI-XVIII), si bé molt desfigurats, especialment en les parts baixes.

## Història
Aquesta casa pertanyia al cabaler de Cal Gassol del Talladell i era apotecari, pel que tenia la part esquerra de l'edifici dedicat a farmàcia i consultori. El farmacèutic va morir a la guerra i en no tenir descendència la seva esposa na Conxita va deixar la casa i les terres a l'església, que la va emprar com a rectoria.